# Beth Carvalho
Elizabeth Santos Leal de Carvalho OMC, més coneguda com Beth Carvalho (Rio de Janeiro, 5 de maig de 1946 — ibíd, 30 d'abril de 2019) va ser una cantant, compositora i instrumentista brasilera. Des que va tenir èxit a la dècada del 1970, Carvalho es va convertir en una de les més grans intèrprets de samba, i va ajudar a revelar noms com Luiz Carlos da Vila, Jorge Aragão, Zeca Pagodinho, Almir Guineto, el grup Fundo de Quintal, Arlindo Cruz i Quinteto em Branco e Preto.
Tot i que va començar la seva carrera amb bossa nova, va ser una etapa efímera que va durar menys d'un any. Carvalho va començar a dedicar-se completament a la samba just quan començava la seva fama, i va treballar amb compositors com Nelson Sargento. Carvalho és una artista molt important en la història de la samba, ja que va celebrar i posar el focus en l'obra de compositors llegendaris com Cartola, Nelson Cavaquinho i Guilherme de Brito quan no rebien l'atenció que es mereixien. Gairebé tots els seus discos tenen cançons d'aquests compositors, entre d'altres sambistes com Nelson Sargento i Noca da Portela. La seva escola de samba era Mangueira, però això no va impedir que enregistrés desenes de cançons de compositors de Portela, l'altra gran escola de samba tradicional de Rio.
Va aconseguir 9 discos de platí i 16 d'or, i vuit Premis Sharp (Prêmio da Música Brasileira), a més de diverses nominacions als Premis Grammy Llatins i un Grammy Llatí especial.

## Biografia
Beth Carvalho es va criar en una família de classe mitjana als afores de Rio de Janeiro. Era filla de João Francisco Leal de Carvalho, de Piauí, i de Maria Nair Santos. Només tenia una germana, anomenada Vânia Santos Leal de Carvalho.
Va créixer influenciada per diferents tipus de música. Va decidir seguir una carrera artística després de rebre una guitarra de la seva mare, amant de la música clàssica. Als vuit anys va escoltar amb emoció les cançons de Sílvio Caldas, Elizeth Cardoso i Aracy de Almeida, grans amics del seu pare, que era advocat. La seva àvia, Ressú, tocava la mandolina i la guitarra clàssica, i la seva mare tocava el piano clàssic; la seva germana Vânia va cantar i gravar discos de samba.
Quan tenia 13 anys, va abandonar els estudis de teoria musical a l'Escola Nacional de Música per fer ballet; més endavant va iniciar els estudis de relacions internacionals, tot i que també els va abandonaria per centrar-se en la seva carrera de cantant. Continuant per aquest camí, es va convertir en mestra de música i va començar a ensenyar a les escoles locals. Va viure a diversos barris de Rio de Janeiro i el seu pare la portava regularment a assajos a escoles i cercles de samba, on ballava en presentacions a festes i reunions musicals amb els seus amics. Així, a la dècada del 1960, va aparèixer la cantant Beth Carvalho, influenciada per tot això i per la bossa nova, gènere musical que li va agradar després d'escoltar João Gilberto i Antônio Carlos Jobim, i va començar a compondre i cantar.
El 1964, el seu pare va ser destituït pel cop d'estat militar a causa de la seva ideologia d'esquerra. Per superar les dificultats que va enfrontar la seva família durant la dictadura, amb el seu pare empresonat, Carvalho va tornar a ensenyar guitarra. Gràcies a la formació política rebuda per part dels seus pares, va ser una artista implicada en moviments socials, polítics i culturals al Brasil i altres pobles. Un exemple va ser la conquesta, al costat del cantant Lobão i altres companys de la classe artística, d'un fet que fins aleshores era inèdit al món: la numeració dels discos.

## Carrera professional
El 1965 va gravar el disc Porque Morrer de Amor?, amb música de Ronaldo Bôscoli i Roberto Menescal. Després d'un àlbum de 1967 Muito Na Onda, amb el projecte Conjunto 3D (format per Antônio Adolfo, Chico Batera i Luís Airão), Carvalho va fer el seu primer disc en solitari, Andança (1968), i va portar la cançó homònima al tercer lloc en la tercera edició del Festival Internacional da Canção de TV Globo, fet que la va portar a adquirir protagonisme. Aquest tema seria interpretat més endavant per altres artistes, com Elis Regina, Maria Bethânia i Nana Caymmi.
L'any 1971, amb la seva samba-enredo "Rio Grande Do Sul Na Festa Do Preto Forro" gravada per a l'escola de samba Unidos de São Carlos, va suposar un punt d'inflexió a partir del qual va centrar la seva carrera en la interpretació de sambes. Quan va escoltar el seu èxit "Só Quero Ver" cantat en els cercles de samba de Mangueira i Salgueiro, l'artista va decidir que seguiria l'estil tradicional de fer música de les comunitatss dels turons.
Més tard, a finals de la dècada del 1970 i principis de la del 1980, l'artista va ajudar a portar al públic l'obra d'altres artistes de pagode en ascens de Cacique de Ramos, com Almir Guineto, Jorge Aragão i el grup Fundo de Quintal. Després, el 1983, va presentar Zeca Pagodinho, qui es va convertir en el nom principal de la samba de la dècada del 1990. Carvalho sempre va intentar donar als compositors infravalorats el reconeixement que es mereixen, i se la considera madrinha do samba (la madrina de la samba). El seu àlbum de 1979 No Pagode és considerat una obra mestra; conté el tema "Coisinha Do Pai", que és el seu major èxit i que va ser enviat a l'espai exterior amb la sonda espacial Mars Pathfinder a finals de la dècada del 1990.

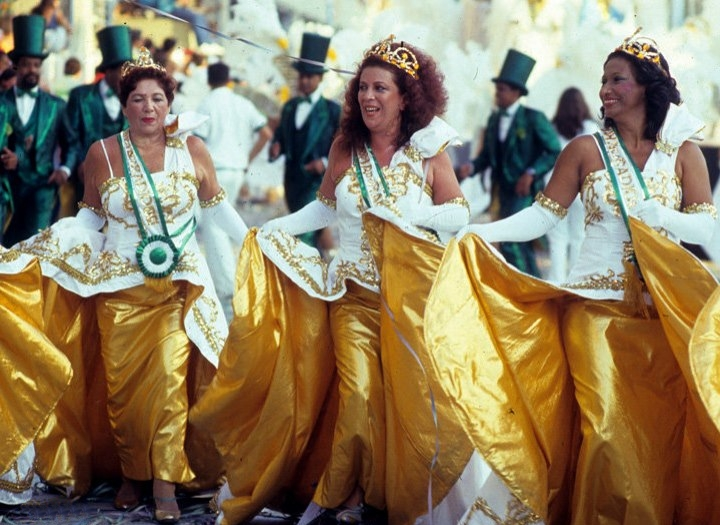
Beth Carvalho el 1987.

Carvalho va ser un motor de la modernització de la samba a la dècada del 1980, i alhora va rebutjar les tendències del pop comercial en els arranjaments de samba, conservant la tradició. El 1984 va ser homenatjada per l'escola de samba Unidos do Cabuçu durant el carnaval amb l'enredo "Beth Carvalho – a Enamorada do Samba". Tres anys més tard va participar en el Festival de Montreux de Suïssa, on va gravar el seu disc en directe Beth Carvalho Ao Vivo em Montreux. A la dècada del 1990, la popularitat de Carvalho no era la més forta, però sempre va ser popular. Va gravar un disc dedicat a la samba de São Paulo, rebutjant així el famós axioma que "São Paulo és la tomba de la samba". L'any 1998 va gravar un àlbum dedicat íntegrament als clàssics de la pagoda, Pérolas do Pagode.
En el nou mil·lenni, Carvalho va treballar més que mai, publicant CDs i DVDs. Amb una carrera de 40 anys, va ser una figura històrica de la cultura brasilera, i reconeguda com la sambista femenina amb l'obra més important del Brasil, sense subestimar altres estrelles més joves com Clara Nunes i Daniela Mercury.

## Vida personal
El 1979, l'artista es va casar amb el futbolista Édson Cegonha, que va iniciar-se al Bonsucesso de Rio de Janeiro i que també va jugar als clubs de São Paulo Corinthians, São Paulo i Palmeiras. El 22 de febrer de 1981, va néixer la seva primera i única filla, Luana Carvalho, actriu i cantant, reflectint l'èxit de la seva mare. Cinc anys després d'haver-se casat, es va separar del seu marit.
Carvalho tenia un problema de columna vertebral des de feia anys, i fins i tot va haver de suspendre una actuació l'any 2009 a causa del dolor agut que sentia, que finalment la va dur a ser intervinguda quirúrgicament; tot i així, la seva mobilitat va anar reduint-se progressivament. L'any 2018 va oferir un concert amb el grup Fundo de Quintal estirada en un llit a l'escenari. El 8 de gener de 2019 va ser ingressada a l'Hospital Pró-Cardíaco de Rio de Janeiro, on va morir a causa d'una infecció generalitzada el 30 d'abril de 2019 a l'edat de 72 anys. La vetlla va tenir lloc a la Sala Principal de la seu de Botafogo de Futebol e Regatas, el seu equip de futbol. L'artista vivia al Condomini Praia Guinle, al barri de São Conrado de Rio de Janeiro.

### Activisme polític
Va ser admiradora de Leonel Brizola, Fidel Castro i Hugo Chávez, i estava afiliada al Partit Democràtic Laborista (PDT). Va donar suport a Brizola a les eleccions de 1989 i 1994 i a Luiz Inácio Lula da Silva en totes les seves campanyes presidencials. Va cantar el jingle "La la la la Brizola" i va formar part de la coral que va cantar el jingle "Lula Lá" l'any 1989. El 2010 va donar suport a la candidatura presidencial de Dilma Rousseff i novament el 2014 a la seva reelecció. També va donar suport al Moviment dels Treballadors Rurals Sense Terra (MST) i al Moviment Lula Livre, que reclamava la llibertat de l'antic president Lula.

## Discografia

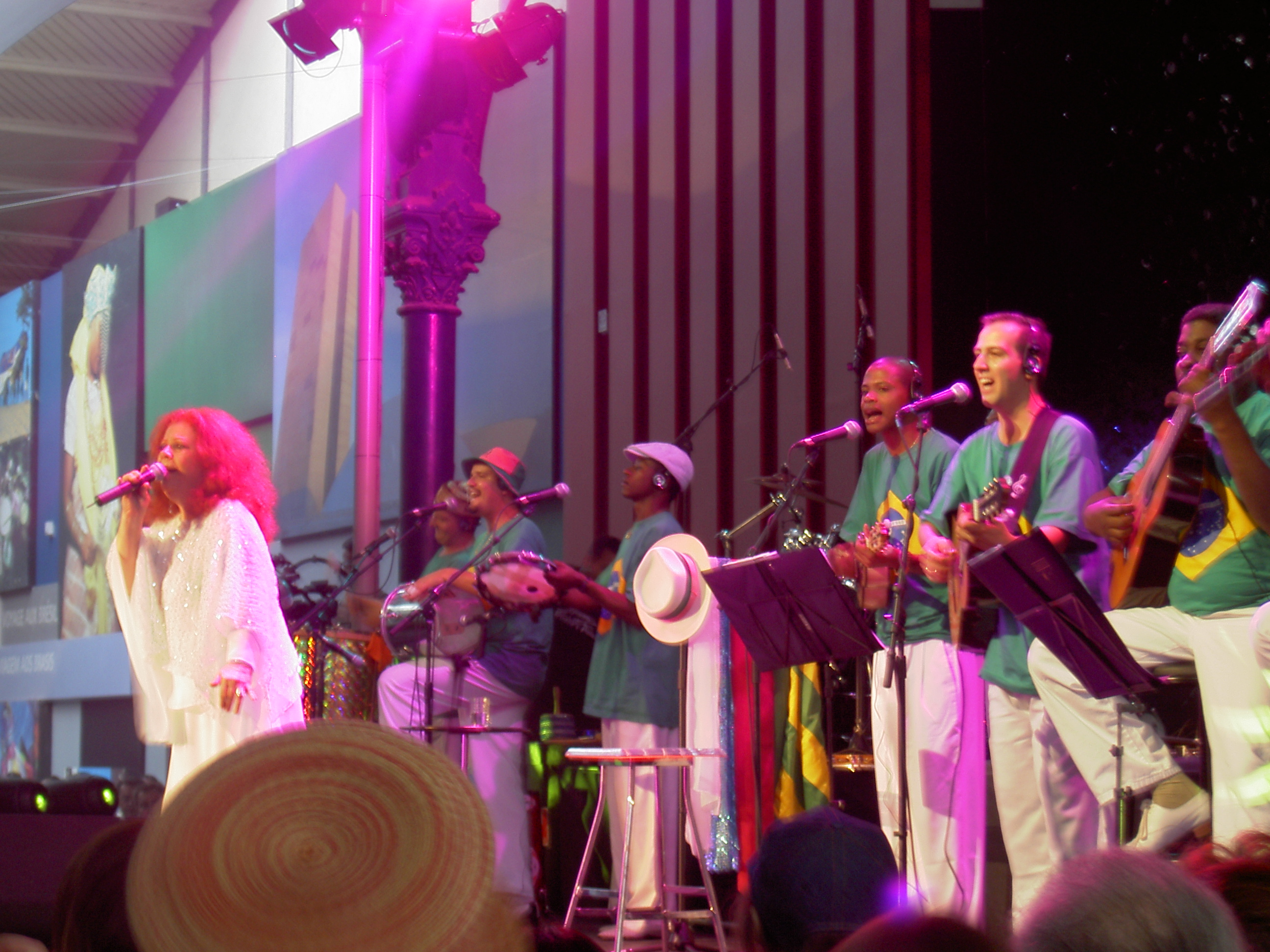
Beth Carvalho en un concert a França el 2007.

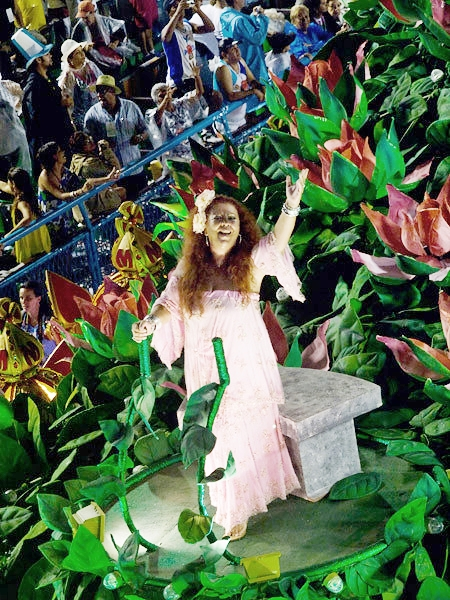
Beth Carvalho en el Carnaval de Viradouro el 2008.

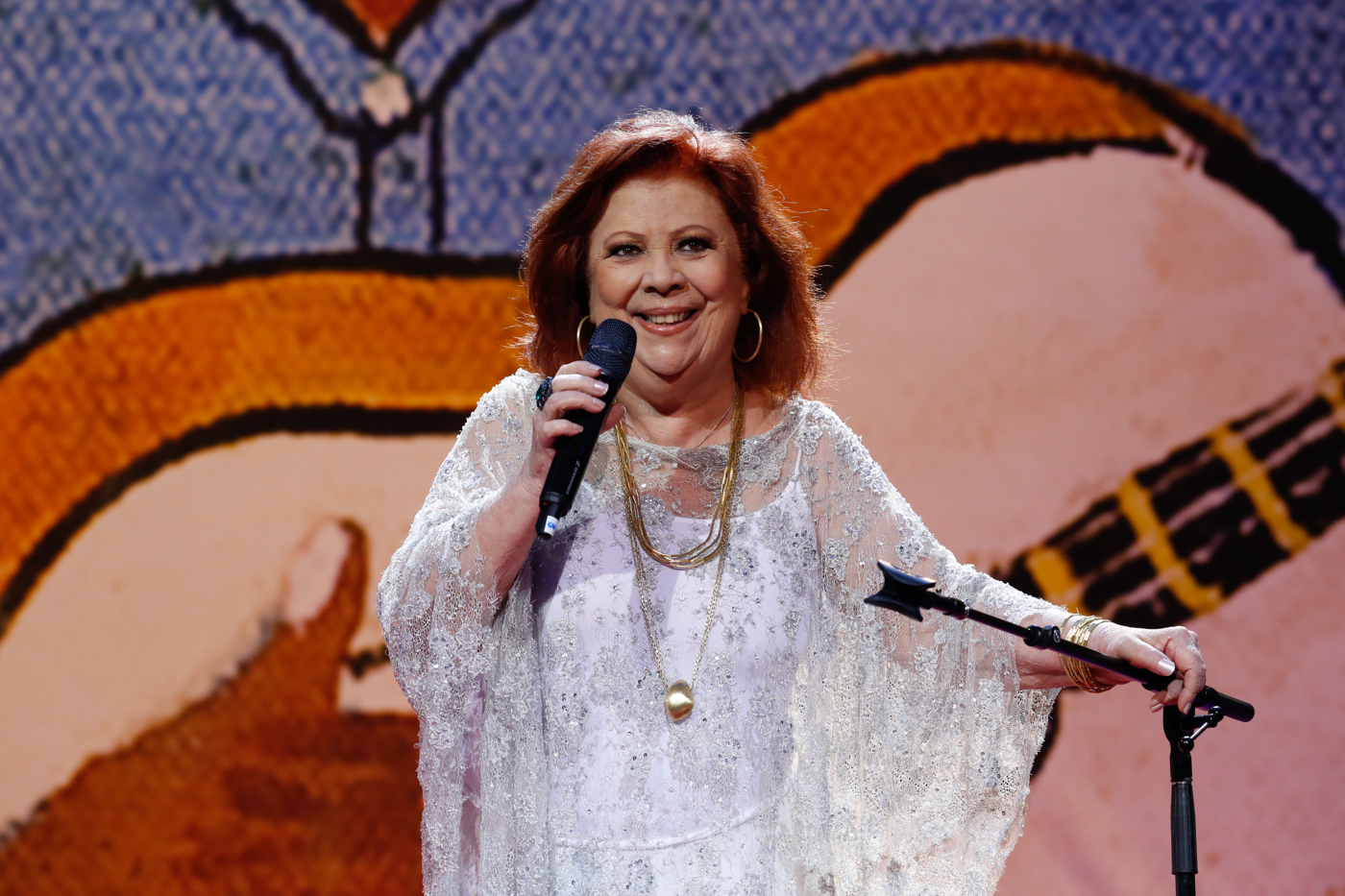
Beth Carvalho als Premis de la Música Brasilera de 2014.

Beth Carvalho va publicar els següents àlbums d'estudi:
- 1965: Porque Morrer de Amor? (RCA Victor)[12]
- 1966: Muito na Onda (Copacabana)[1]
- 1969: Andança (EMI-Odeon)
- 1971: Beth Carvalho: Especial (EMI-Odeon)
- 1971: Amor, amor (Tapecar)[7]
- 1973: Canto Para Um Novo Dia (Tapecar)
- 1974: Prá Seu Govêrno (Tapecar)
- 1975: Pandeiro e Viola (Tapecar)
- 1976: Mundo Melhor (RCA Victor)
- 1977: Nos Botequins da Vida (RCA Victor)
- 1978: De Pé No Chão (RCA Victor)
- 1979: No Pagode (RCA Victor)
- 1980: Sentimento Brasileiro (RCA Victor)
- 1981: Na Fonte (RCA Victor)
- 1982: Traço de União (RCA Victor)
- 1983: Suor no Rosto (RCA Victor)
- 1984: Coração Feliz (RCA Victor)
- 1985: Das Bençãos Que Virão Com Os Novos Amanhãs (RCA Victor)
- 1986: Beth (RCA Victor)
- 1987: Beth Carvalho Ao Vivo em Montreux (RCA Victor - BMG Ariola)
- 1988: Toque de Malícia (RCA Victor) - BMG Ariola)
- 1988: Alma do Brasil (Philips Records - PolyGram)
- 1989: Saudades da Guanabara (Philips Records - PolyGram)
- 1991: Intérprete (Philips Records - PolyGram)
- 1991: Beth Carvalho Ao Vivo no Olímpia (Som Livre)
- 1992: Pérolas - 25 Anos de Samba (Som Livre)
- 1993: Beth Carvalho Canta o Samba de São Paulo (Velas)
- 1994: Beth Carvalho Canta o Samba de São Paulo Vol.II (Velas)[7]
- 1996: Meus Momentos (EMI-Odeon)
- 1996: Brasileira da Gema (Philips Records - PolyGram)
- 1998: Pérolas do Pagode (Globo Records - Polydor - PolyGram)
- 1999: Pagode da Mesa - Ao Vivo (Philips Records - Universal Music)
- 2000: Pagode da Mesa 2 - Ao Vivo (Indie Records)
- 2000: Os Melhores do Ano Vol. II (Indie Records)[7]
- 2001: Nome Sagrado - Beth Carvalho Canta Nelson Cavaquinho (JAM Music)
- 2003: Beth Carvalho Canta Cartola (RCA Victor - BMG Music Brasil)
- 2004: Beth Carvalho - A Madrinha do Samba Ao Vivo Convida (Indie Records). CD (disc d'or) i DVD (disc de platí).[26]
- 2005: Beth Carvalho e Amigos (RCA Victor) - BMG Music Brasil
- 2011: Nosso Samba Tá Na Rua (Andança Records - EMI-Odeon)

## Guardons
| Any  | Premi                         | Categoria                             | Per                                                     | Resultat   | Ref.          |
| ---- | ----------------------------- | ------------------------------------- | ------------------------------------------------------- | ---------- | ------------- |
| 1988 | Premis de la Música Brasilera | Millor cançó de samba                 | "Nas Rimas do Amor"                                     | Guanyadora | [ 6 ]         |
| 1989 | Premis de la Música Brasilera | Millor cançó de samba                 | "Além da Razão"                                         | Guanyadora | [ 6 ]         |
| 1990 | Premis de la Música Brasilera | Millor cantant de samba               | Beth Carvalho                                           | Guanyadora | [ 6 ]         |
| 1992 | Premis de la Música Brasilera | Millor àlbum de samba                 | Beth Carvalho ao vivo no Olímpia                        | Nominada   | [ 6 ]         |
| 1993 | Premis de la Música Brasilera | Millor cantant de samba               | Beth Carvalho                                           | Guanyadora | [ 6 ]         |
| 1994 | Premis de la Música Brasilera | Millor àlbum de samba                 | Canta o samba de São Paulo                              | Nominada   | [ 6 ]         |
| 1994 | Premis de la Música Brasilera | Millor cantant de samba               | Beth Carvalho                                           | Guanyadora | [ 6 ]         |
| 2001 | Grammy Llatins                | Millor àlbum de samba/pagode          | Pagode de Mesa 2 - Ao Vivo                              | Nominada   | [ 10 ]        |
| 2002 | Troféu Eletrobrás             | Música Popular Brasileira             |                                                         | Guanyadora | [ 10 ]        |
| 2005 | Grammy Llatins                | Millor àlbum de samba/pagode          | A Madrinha do Samba ao Vivo Convida                     | Nominada   | [ 10 ] [ 27 ] |
| 2007 | Grammy Llatins                | Millor àlbum de samba/pagode          | 40 Anos de Carreira: Ao Vivo no Teatro Municipal Vol. 2 | Nominada   | [ 28 ]        |
| 2008 | Grammy Llatins                | Millor àlbum de samba/pagode          | Beth Carvalho Canta o Samba da Bahia ao Vivo            | Nominada   | [ 29 ]        |
| 2009 | Grammy Llatins                | Premi Especial a la carrera artística | Beth Carvalho                                           | Guanyadora | [ 30 ] [ 31 ] |
| 2011 | Estandarte de Ouro            | Personalitat                          | Destaque da Mangueira                                   | Guanyadora | [ 32 ]        |
| 2012 | Premi Contigo! MPB FM         | Millor àlbum de samba                 | Nosso Samba Tá na Rua                                   | Nominada   | [ 33 ]        |
| 2012 | Grammy Llatins                | Millor àlbum de samba/pagode          | Nosso Samba Tá na Rua                                   | Guanyadora | [ 31 ] [ 34 ] |
| 2012 | Premis de la Música Brasilera | Millor àlbum de samba                 | Nosso Samba Tá na Rua                                   | Nominada   | [ 6 ] [ 35 ]  |
| 2015 | Premis de la Música Brasilera | Millor àlbum de samba                 | Beth Carvalho - ao Vivo no Parque Madureira             | Nominada   | [ 36 ]        |
| 2015 | Premis de la Música Brasilera | Millor cantant de samba               | Beth Carvalho                                           | Nominada   | [ 36 ]        |